# Димитър Друмохарски
Димитър Ангелов Друмохарски е български възрожденски учител и общественик.

## Биография
Роден е в Кюстендил. Син е на Ангел Гьошев Друмохарски, брат на Георги Друмохарски и Манол Друмохарски. Завършва начално образование в родния си град, а след това - гръцка гимназия в Солун. Заедно с брат си Георги преписва и публикува открития през 1861 г. в село Търново, Кривопаланечко писмен паметник „Слово Кирила Философа“ (от 150 пергаментови листа) за покръстването на българите в района на Брегалница и го публикува през 1861 г. в списание „Български книжици“ в Цариград.
Димитър Друмохарски е първият кюстендилец, който става главен учител в града (1864-1868). Преподава катехизис, граматика, числителница, гръцка читанка и граматика, свещена история, българска история, землеописание, богословие и др. Взема активно участие в борбата за църковна и национална независимост. Представител е на Кюстендил в Българския църковно народен събор в Цариград (1871).
При избухване на Разловското въстание (1876) е заподозрян в революционна дейност, затворен и измъчван в затворите в Кюстендил и София. Взема участие в сраженията при Колушката река (12 януари 1878) при освобождението на Кюстендил.
След Освобождението е последователно член, председател, следовател и нотариус в Окръжния съд – Кюстендил. От 1884 г. работи като адвокат в Кюстендил.